# Agrostophyllum bimaculatum
Agrostophyllum bimaculatum är en orkidéart som beskrevs av Rudolf Schlechter. Agrostophyllum bimaculatum ingår i släktet Agrostophyllum och familjen orkidéer. Inga underarter finns listade i Catalogue of Life.